# 丸中醤油

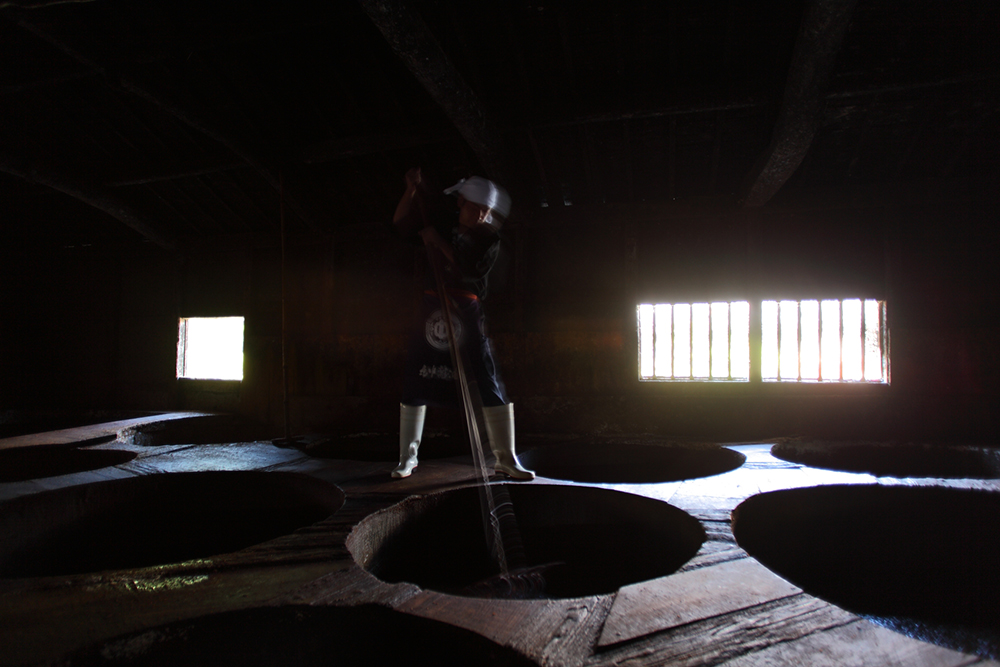
古式製法（櫂入れ）

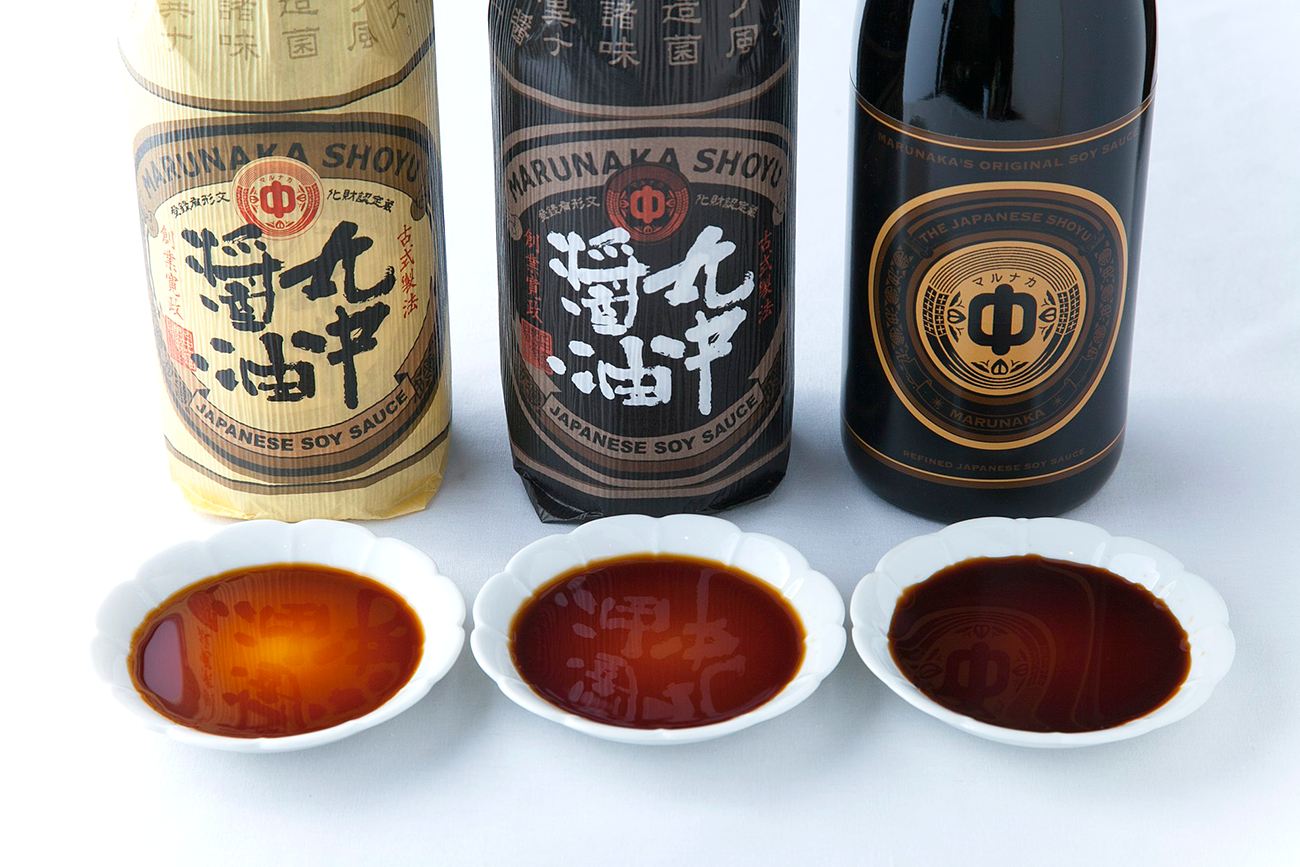
丸中醤油商品と色の違い

丸中醤油株式会社（まるなかしょうゆ）は、滋賀県愛知郡愛荘町において江戸時代から続く醤油醸造元。
その店舗や醤油蔵などの建造物が国の登録有形文化財に登録されている。
江戸時代より伝承の独自製法である「塩吊り」にて「古式製法」を続ける全国で唯一の醤油醸造元である。

## 概要
江戸時代・寛政年間に始められた醤油造りを起源とする醤油醸造元。製造する醤油は温度管理や殺菌を行わず、蔵に棲みついた醸造菌を用いた「古式製法」と呼ばれる製法で醸造されている。熟成期間は3年間を基本としている。
同社の所有する4つの建造物が登録有形文化財に登録されている（#登録有形文化財の節で後述）。
2019年6月28日、日本で初めて開催されたG20首脳会合となった第14回20か国・地域首脳会合『G20大阪サミット』の首脳晩餐会の料理に丸中醤油を使用された「滋賀県から唯一選ばれた食材」。

## 沿革
寛政年間末期に造り酒屋で始められた醤油造りを起源とする。1875年（明治8年）に醤油醸造業として独立、1925年（大正14年）に5代目中居金次郎が蔵を譲り受け屋号を丸中醤油とした。1968年（昭和43年）、5代目中居金次郎を代表取締役とし丸中醤油株式会社が設立され現在に至る。
2000年（平成12年）、2017年現在の当主である8代目中居真和が代表に就任。2002年（平成14年）、兵庫有機農業研究会にて有機認定取得。翌2003年（平成15年）、有機農産物加工品（醤油）認定番号02B-008 取得。

## 登録有形文化財
2008年（平成20年）10月23日、同社の所有する建造物のうち次の4件が文化庁の登録有形文化財となった。
- 「蔵元丸中醤油大蔵」 - 江戸時代後期建造[1][6]
- 「蔵元丸中醤油前醸造蔵」 - 明治時代前期建造[1][7]
- 「蔵元丸中醤油店舗」 -  明治時代前期建造[1][8]
- 「蔵元丸中醤油奥醸造蔵」 - 明治時代中期建造[1][9]

## 出演
- 2002年10月10日、料理バラエティ番組『どっちの料理ショー』（日本テレビ系列）の特選素材で登場[10]し圧勝、その後7回登場いずれも勝利。
- 2007年1月4日、どっちの料理ショー最終回開始から番組9年半の歴史を飾る最後のアーカイブスでも再登場[10]。9対0にて丸中醤油を使用した親子丼が圧勝。
- 2016年1月10日、ドキュメンタリー番組『夢の扉+』（TBS系列）にて「創業200年姉弟が守る醤油を世界へ」で主人公として紹介[10]。

ナレーション
- 俳優 中井貴一

出演者
- 菊の井主人 村田吉弘
- 料理評論家 服部幸應
- 発酵文化推進機構
- 東京農業大学名誉教授 小泉武夫
- Disrutar Barcelona Chef Eduard Xatruch
- El Celler de CAN ROCA Chef Joan Roca i Fontané